# Abdallah Fadel
Abdallah Fadel, né  le 1er mars 1931 à Guelma dans la wilaya de Guelma et mort le 10 novembre 2005 à Djasr Kasentina dans la wilaya d'Alger, est un homme politique algérien, wali dans l'administration publique en Algérie.

## Biographie
Il adhère à l'âge de 14 ans aux Scouts musulmans algériens. Il est membre du PPA en 1947 puis  du Mouvement pour le triomphe des libertés démocratiques en janvier 1948. Membre de l'Organisation spéciale (OS) en 1948, il est chargé par Mohamed Boudiaf de regrouper et d'organiser les anciens membres de l'OS de la région d'Annaba. Son militantisme au sein de l'OS lui vaut d'être arrêté et emprisonné au début des années 1950.  Au lendemain de sa libération, il rejoint le maquis pour s'engager pleinement dans la lutte pour l'indépendance de l'Algérie.
En avril 1954, il participe à la création du CRUA. En août 1954, il est responsable de la région d'Annaba. Il est muté à la wilaya III en octobre 1954 sous les ordres de Krim Belkacem en tant que commissaire politique.
À l'indépendance, il est élu député de l'  assemblée nationale constituante, et occupe dès octobre 1963 le poste  de secrétaire général de la jeunesse du Front de libération  nationale. Il est  chef de daïra puis wali de la Saoura au lendemain de l'indépendance puis nommé wali des Oasis de juin 1965 à juillet 1970. Il est alors nommé ministre de la Jeunesse  et des Sports et occupe ce poste jusqu'en 1977. En 1978 , il est ambassadeur d'Algérie au Venezuela, puis en Yougoslavie, ex URSS et en Argentine. Il est député à l'APN de 1997 à 2002.
Abdallah Fadel a pratiqué plusieurs sports (basket-ball, natation, pêche sous-marine, tir et tennis de table) et dirige une association sportive de basket-ball. Durant son mandat de wali, il contribue de manière très active à la promotion et au développement du sport dans le sud du pays, en mettant sur pied une ligue de football, une ligue d'athlétisme et une ligue omnisports, et en assurant la réalisation d'un programme d'aménagement d'installations sportives. Il préside le comité d'organisation des Jeux méditerranéens de 1975 d'Alger.

## Itinéraire
| N° | Fonction                                                                   | Début           | Fin             |
| -- | -------------------------------------------------------------------------- | --------------- | --------------- |
| 01 | Wali des Oasis (El-Oued, Ghardaïa, Illizi, Laghouat, Ouargla, Tamanrasset) | 8 juin 1965     | 21 juillet 1970 |
| 02 | Ministre de la Jeunesse et des Sports                                      | 21 juillet 1970 | 1977            |
| 03 | Député à l'APN                                                             | 5 juin 1997     | 12 avril 2002   |

## Maladie et décès
À la suite des complications du diabète, il meurt à 74 ans le 10 novembre 2005, à l'hôpital militaire d'Aïn Naadja à Djasr Kasentina dans la banlieue d'Alger, où il était hospitalisé depuis plusieurs mois. Il est enterré le 11 novembre 2005, au cimetière Zaghouane d'Annaba,.